# ボゴタ憲章
ボゴタ憲章（ボゴタけんしょう、英語: Pact of Bogotá）、またはアメリカ平和調停条約（英: American Treaty on Pacific Settlement）は、1948年4月30日にボゴタで締結された条約。
条約は第9回パン＝アメリカ会議に集まった米州諸国代表で締結されており、締結国に紛争を平和的に解決する義務を課することが目的であった。また、地域内の紛争解決制度を利用してから国際連合安全保障理事会に提出するよう要求した。管轄裁判所を国際司法裁判所に定めた条約の1つである。

## 締結国

締結、批准した国(■)
締結したが批准しなかった国(■)
脱退国(■)

- 留保なしで締結、批准した国：ブラジル、コスタリカ、ドミニカ共和国、ハイチ、ホンジュラス、メキシコ、パナマ、ウルグアイ
- 留保つきで締結、批准した国：ボリビア、チリ、エクアドル、ニカラグア、パラグアイ、ペルー
- 締結したが批准しなかった国：アルゼンチン、キューバ、グアテマラ、アメリカ合衆国、ベネズエラ（アルゼンチンとアメリカは留保つき）
- 脱退した国：エルサルバドル（1973年11月24日）、コロンビア（2012年11月28日[1]）